# Adelborg Linklett
Adelborg Linklett (født: 29. januar 1935 i Norðskáli, Færøerne, død 26. maj 2024 i Klaksvík) var en færøsk skuespillerinde.

## Filmografi
| År   | Titel                    | Rolle | Noter |
| ---- | ------------------------ | ----- | ----- |
| 1999 | Bye bye bluebird         |       |       |
| 1997 | Barbara                  |       |       |
| 1995 | Manden der fik lov at gå |       |       |